# Vincenzo Tedeschi

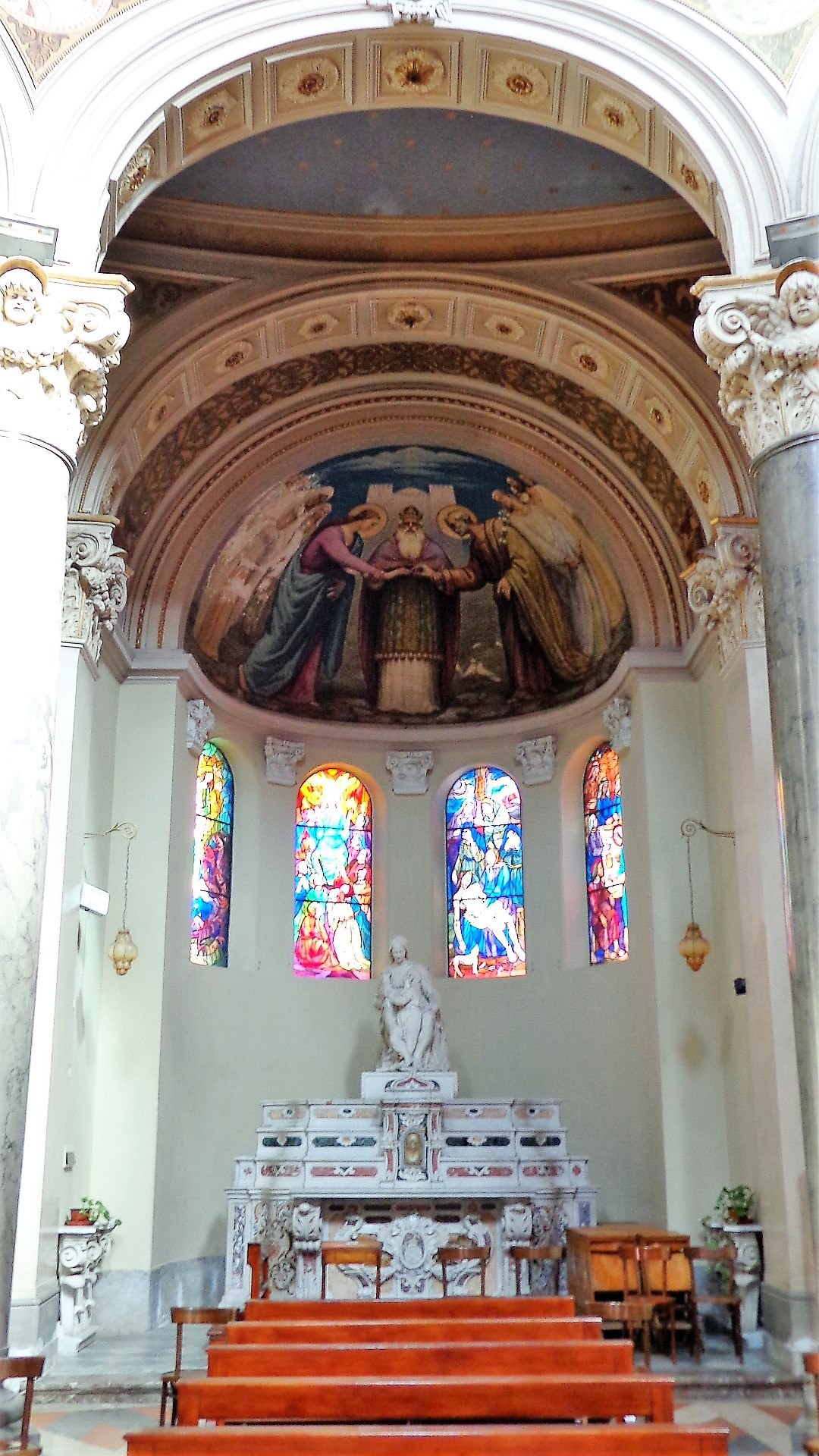
Madonna e Gesù fanciullo o Santa Maria del Riposo, chiesa di Sant'Antonio Abate di Messina.

Vincenzo Tedeschi (Seravezza, ... – Messina, 1643) è stato uno scultore italiano.

## Biografia
Scultore il padre Davide, insieme al fratello Gregorio Tedeschi si trasferisce in Sicilia. A Messina dal 1619 al 1637 - succedendo a Natale Masuccio - è nominato architetto cittadino dal Senato di Messinese. Il suo stile si rifà alla scultura pittorica di Camillo Mariani.
I fratelli introducono nell'isola la tecnica del rivestimento in marmi mischi - intarsi e commessi di pietre dure e marmi policromi - che daranno luogo alle mirabili e allegoriche creazioni di forme, luce e colori che caratterizzeranno gli interni di molte chiese - con paliotti, altari, cori, pulpiti, acquasantiere - dei due capoluoghi del regno: Messina e Palermo.
Gran parte delle opere messinesi hanno subito danneggiamenti o distruzione a causa del terremoto della Calabria meridionale del 1783, in seguito, del terremoto di Messina del 1908.

## Opere

### Messina
Basilica cattedrale metropolitana di Santa Maria Assunta in Cielo:
- 1627 - 1630, San Simone e San Bartolomeo statue marmoree per l'Apostolato del Duomo, opere consegnate nel 1633.[2][3][4]
- XVII secolo, Marmi mischi, tecnica di rivestimento ambienti e manufatti, opere documentate nella Cappella della Madonna della Lettera.[1]

- XVII secolo, Chiesa di San Giovanni Battista dei Fiorentini, interventi di architettura.[1]
- XVII secolo, Facciata, lavori per il rivestimento del prospetto della chiesa di San Giovanni di Malta.[1][5][6]
- XVII secolo, Marmi mischi, tecnica di rivestimento, opere presenti nella chiesa di Montevergine.[1]
- XVII secolo, Marmi mischi, tecnica di rivestimento, manufatti parzialmente recuperati dalla chiesa di San Gregorio e custoditi al Museo regionale.[1]
- XVII secolo, Marmi mischi, tecnica di rivestimento, manufatti parzialmente recuperati dalla chiesa di San Nicolò dei Gentiluomini e custoditi al Museo regionale.[1]
- XVII secolo, Madonna delle Grazie o Santa Maria delle Grazie, statua marmorea, il manufatto dopo il terremoto del 1783 fu trasferito dalla chiesa di Santa Restituta[7] alla chiesa della Santissima Annunziata al torrente Zaèra, oggi custodita nel Museo della basilica pontificia santuario di Sant'Antonio di Padova.
- XVII secolo, Madonna e Gesù fanciullo o Santa Maria del Riposo, gruppo marmoreo, opera proveniente dalla chiesa dei Sette Dolori nella contrada dei Gentilmeni, custodita nella chiesa di Sant'Antonio Abate al corso Cavour.

### Toscana

#### Seravezza
- XVII secolo, Villa Medicea, attività effettuate con la collaborazione di Gregorio Tedeschi.[8]